# Nexon (Haute-Vienne)
Pour les articles homonymes, voir Nexon.
Nexon est une commune française située dans le département de la Haute-Vienne en région Nouvelle-Aquitaine.
C'est l'une des six villes-portes du parc naturel régional Périgord-Limousin.

## Géographie

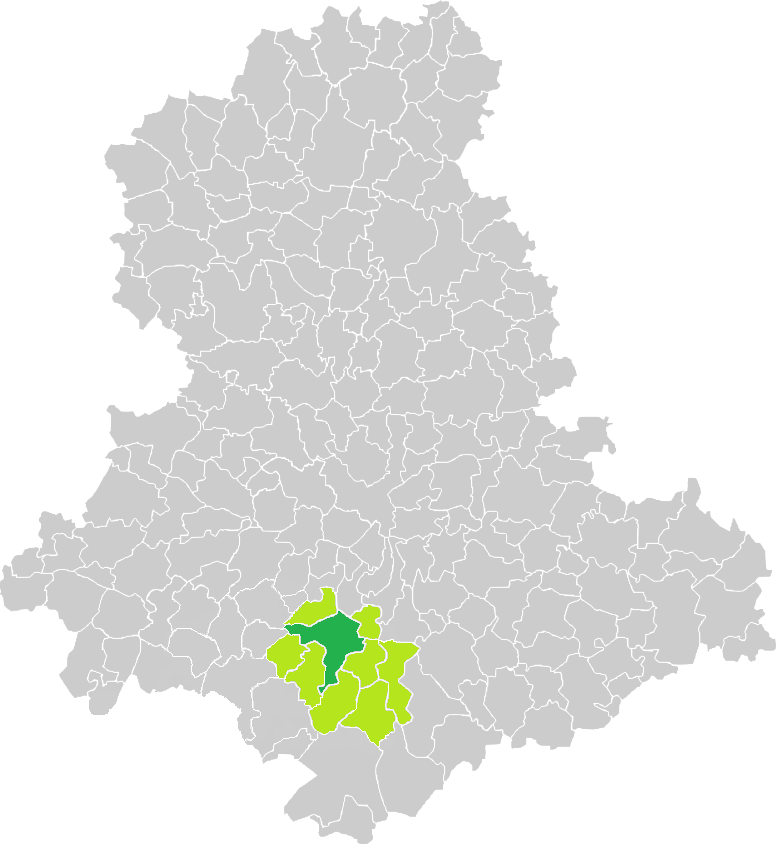
Situation de la commune de Nexon en Haute-Vienne.

La commune de Nexon a une superficie de 40,8 km2. La plus grande ville la plus proche est Limoges, située à 18 km au nord-est.
Le territoire communal est traversé par la rivière l'Aixette et par le ruisseau le Crassat qui y prend sa source.

### Communes limitrophes
Les communes limitrophes sont Jourgnac, La Meyze, Janailhac, Flavignac, Meilhac, Rilhac-Lastours, Saint-Hilaire-les-Places et Saint-Maurice-les-Brousses.
| Meilhac         | Jourgnac                 | Saint-Maurice-les-Brousses |
| Flavignac       | Nexon                    | Janailhac                  |
| Rilhac-Lastours | Saint-Hilaire-les-Places | La Meyze                   |

### Climat
Le climat qui caractérise la commune est qualifié, en 2010, de « climat océanique altéré », selon la typologie des climats de la France qui compte alors huit grands types de climats en métropole. En 2020, la commune ressort du même type de climat dans la classification établie par Météo-France, qui ne compte désormais, en première approche, que cinq grands types de climats en métropole. Il s’agit d’une zone de transition entre le climat océanique, le climat de montagne et le climat semi-continental. Les écarts de température entre hiver et été augmentent avec l'éloignement de la mer. La pluviométrie est plus faible qu'en bord de mer, sauf aux abords des reliefs.
Les paramètres climatiques qui ont permis d’établir la typologie de 2010 comportent six variables pour les températures et huit pour les précipitations, dont les valeurs correspondent à la normale 1971-2000. Les sept principales variables caractérisant la commune sont présentées dans l'encadré ci-après.
| Paramètres climatiques communaux sur la période 1971-2000 - Moyenne annuelle de température : 11,2 °C - Nombre de jours avec une température inférieure à −5 °C : 3,5 j - Nombre de jours avec une température supérieure à 30 °C : 4,3 j - Amplitude thermique annuelle : 14,7 °C - Cumuls annuels de précipitation : 1 101 mm - Nombre de jours de précipitation en janvier : 13,6 j - Nombre de jours de précipitation en juillet : 8,1 j |

Avec le changement climatique, ces variables ont évolué. Une étude réalisée en 2014 par la Direction générale de l'Énergie et du Climat complétée par des études régionales prévoit en effet que la  température moyenne devrait croître et la pluviométrie moyenne baisser, avec toutefois de fortes variations régionales. La station météorologique de Météo-France installée sur la commune et mise en service en 1970 permet de connaître en continu l'évolution des indicateurs météorologiques. Le tableau détaillé pour la période 1981-2010 est présenté ci-après.
| Mois                                  | jan.          | fév.           | mars         | avril         | mai           | juin          | jui.          | août        | sep.         | oct.        | nov.         | déc.         | année     |
| ------------------------------------- | ------------- | -------------- | ------------ | ------------- | ------------- | ------------- | ------------- | ----------- | ------------ | ----------- | ------------ | ------------ | --------- |
| Température minimale moyenne (°C)     | 0,5           | 0,7            | 2,8          | 4,7           | 8,2           | 11,4          | 13,2          | 12,8        | 9,8          | 7,6         | 3,2          | 1,4          | 6,4       |
| Température moyenne (°C)              | 4,1           | 5              | 7,9          | 10,2          | 14,1          | 17,5          | 19,6          | 19,3        | 15,9         | 12,5        | 7,3          | 4,9          | 11,6      |
| Température maximale moyenne (°C)     | 7,7           | 9,4            | 12,9         | 15,7          | 19,9          | 23,5          | 26,1          | 25,9        | 22           | 17,4        | 11,3         | 8,4          | 16,7      |
| Record de froid (°C) date du record   | −22 16.01.85  | −14,5 10.02.86 | −12 01.03.05 | −6,4 08.04.21 | −2,5 06.05.19 | 2,3 07.06.20  | 3 04.07.90    | 2 20.08.72  | 0,4 18.09.01 | −5 26.10.03 | −10 23.11.88 | −12 29.12.96 | −22 1985  |
| Record de chaleur (°C) date du record | 17,9 01.01.22 | 23,5 27.02.19  | 26 19.03.05  | 30 30.04.05   | 33 15.05.92   | 37,9 30.06.15 | 39,4 16.07.15 | 39 05.08.03 | 34 03.09.05  | 29 04.10.86 | 24 02.11.81  | 19 07.12.86  | 39,4 2015 |
| Précipitations (mm)                   | 97            | 78,9           | 76,6         | 94,3          | 94,2          | 70,4          | 63,5          | 66,3        | 83,3         | 92,7        | 104,3        | 104,5        | 1 026     |

## Urbanisme

### Typologie
Au 1er janvier 2024, Nexon est catégorisée commune rurale à habitat dispersé, selon la nouvelle grille communale de densité à sept niveaux définie par l'Insee en 2022.
Elle est située hors unité urbaine. Par ailleurs la commune fait partie de l'aire d'attraction de Limoges, dont elle est une commune de la couronne,. Cette aire, qui regroupe 127 communes, est catégorisée dans les aires de 200 000 à moins de 700 000 habitants,.

### Occupation des sols
L'occupation des sols de la commune, telle qu'elle ressort de la base de données européenne d’occupation biophysique des sols Corine Land Cover (CLC), est marquée par l'importance des territoires agricoles (83,4 % en 2018), une proportion sensiblement équivalente à celle de 1990 (83,9 %). La répartition détaillée en 2018 est la suivante : 
prairies (40,5 %), zones agricoles hétérogènes (36,1 %), forêts (11,6 %), terres arables (6,7 %), zones urbanisées (5,1 %). L'évolution de l’occupation des sols de la commune et de ses infrastructures peut être observée sur les différentes représentations cartographiques du territoire : la carte de Cassini (XVIIIe siècle), la carte d'état-major (1820-1866) et les cartes ou photos aériennes de l'IGN pour la période actuelle (1950 à aujourd'hui).

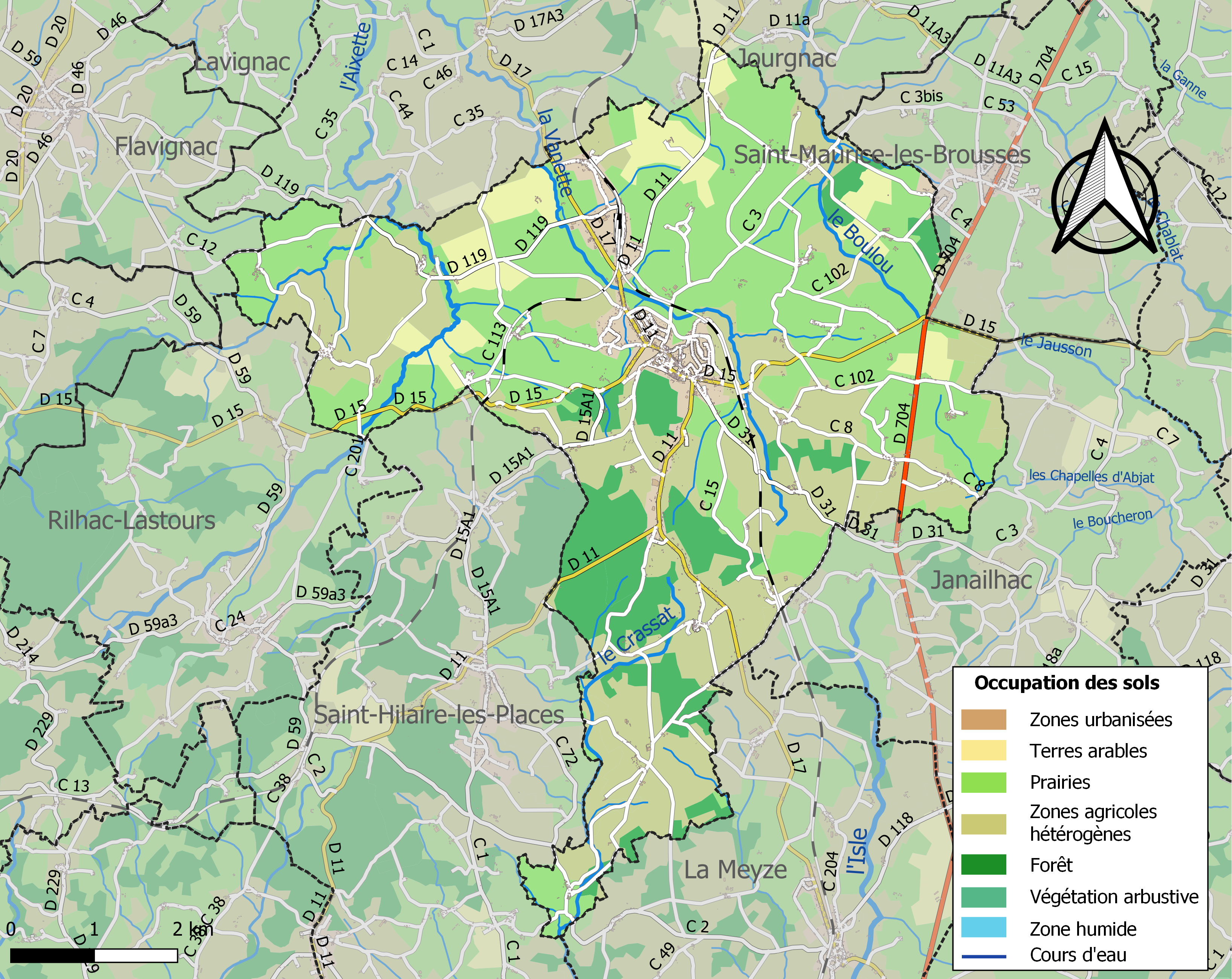
Carte des infrastructures et de l'occupation des sols de la commune en 2018 (CLC).

### Risques majeurs
Le territoire de la commune de Nexon est vulnérable à différents aléas naturels : météorologiques (tempête, orage, neige, grand froid, canicule ou sécheresse) et séisme (sismicité faible). Il est également exposé à un risque technologique,  le transport de matières dangereuses, et à un risque particulier : le risque de radon. Un site publié par le BRGM permet d'évaluer simplement et rapidement les risques d'un bien localisé soit par son adresse soit par le numéro de sa parcelle.

#### Risques naturels

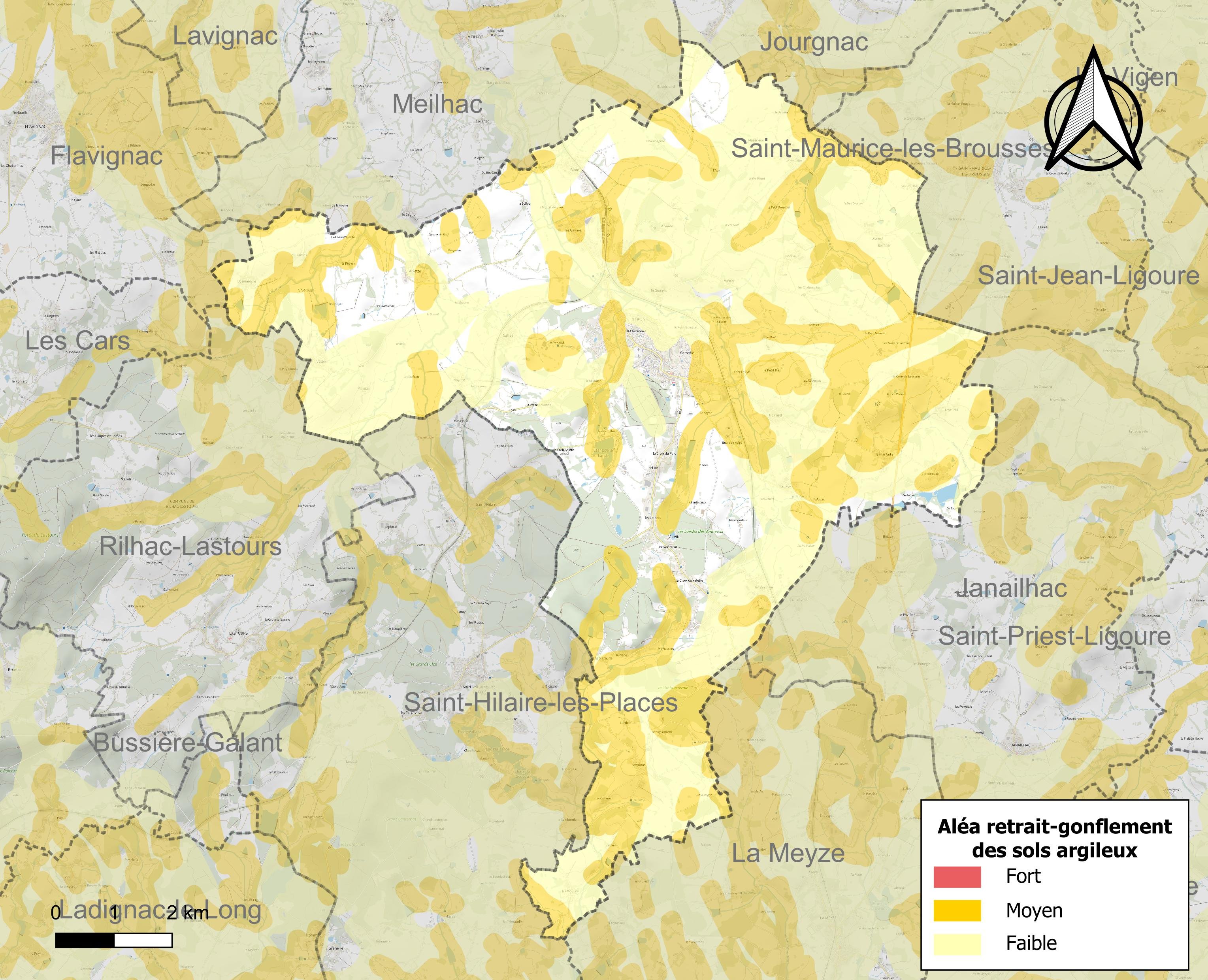
Carte des zones d'aléa retrait-gonflement des sols argileux de Nexon.

Le retrait-gonflement des sols argileux est susceptible d'engendrer des dommages importants aux bâtiments en cas d’alternance de périodes de sécheresse et de pluie. 34,2 % de la superficie communale est en aléa moyen ou fort (27 % au niveau départemental et 48,5 % au niveau national métropolitain). Depuis le 1er octobre 2020, en application de la loi ÉLAN, différentes contraintes s'imposent aux vendeurs, maîtres d'ouvrages ou constructeurs de biens situés dans une zone classée en aléa moyen ou fort,.
La commune a été reconnue en état de catastrophe naturelle au titre des dommages causés par les inondations et coulées de boue survenues en 1982 et 1999 et par des mouvements de terrain en 1999.

#### Risque particulier
Dans plusieurs parties du territoire national, le radon, accumulé dans certains logements ou autres locaux, peut constituer une source significative d’exposition de la population aux rayonnements ionisants. Selon la classification de 2018, la commune de Nexon est classée en zone 3, à savoir zone à potentiel radon significatif.

## Toponymie

### Histoire du nom
De Aneisso en 1031 - 1059.
Peut-être du bas latin annexio « adjonction » au sens de « rattachement d'un territoire » ou « annexe d'une église », qui rappelle ici l'appartenance et le rattachement de cette terre, puis plus tard de sa cure, au domaine de Lastours ou plutôt du nom d'homme gaulois Anectius, suivi du suffixe gaulois -onem, en effet les toponymes formés à partir d'un nom de personne gaulois suivi de ce suffixe sont courants en France.

### Toponymie limousine
En limousin, la langue régionale anciennement parlée localement, son nom se prononce « Neyssu » ([nejˈsu]) et s'écrit ainsi en graphie mistralienne (phonétique) tandis qu'il s'écrit Neiçon en graphie classique.

## Histoire
Nexon est située au bord de la grande voie antique qui reliait, au long du premier millénaire, Bourges à Bordeaux. L'histoire de Nexon est rattachée à celle des Lastours, premiers barons du Limousin et seigneurs de Nexon, Hautefort et Pompadour, puis par le mariage d'Agnès de Lastours à Guy de Nexon au XIIIe siècle et par la vente de cette co-seigneurie, avec ses droits de justice, vassaux, hommages, colombier… par Galliot de Lastours à Léonard de Gay en 1532.
En 1569, cinq jours avant la bataille de La Roche-l'Abeille, Wolfgang de Bavière, duc des Deux-Ponts qui apportait des renforts en mercenaires aux protestants, atteint de fièvres, vient mourir à Nexon, « dans les bras de Louis de Nassau, prince d'Orange », ses entrailles déposées dans un tombeau retrouvé au XIXe siècle dans le jardin de la demeure ancestrale de Jean-Joseph de Verneilh-Puyraseau, co-seigneurs de Nexon depuis l'an 1600. Sa tombe fut érigée sur l'actuelle place de l'Église.
C'est en 1633 que Léonard de Gay achève de construire le château qui restera, pendant 350 ans, celui de la famille de Gay de Nexon jusqu'en 1983, où la mairie en fait l'acquisition du baron Ferréol de Nexon, dernier propriétaire en titre.
Les catholiques ont coutume de lui attribuer pour patron Saint Ferréol, toutefois, c'est bien Jean-Baptiste, à qui fut dédié le patronage de Nexon, dans son église paroissiale de la Décollation-de-Saint-Jean-Baptiste.

### Histoire contemporaine
La ville de Nexon est entrée dans l'Histoire de la Seconde Guerre mondiale car elle fut le siège d'un centre de regroupement pour les juifs étrangers arrêtés dans la région par la police et la gendarmerie françaises sur ordre du gouvernement de Vichy. C'est de là que les victimes furent envoyées au camp de Drancy et de là vers les camps d'extermination (Auschwitz, Treblinka en particulier).
Le 12 novembre 1938, le gouvernement Édouard Daladier publie un décret prévoyant la création de centres spéciaux pour l'internement des « étrangers indésirables ».
Le centre de séjour surveillé de Nexon fut achevé dans le courant de 1940 et accueillit des prisonniers politiques en novembre 1940 après avoir « hébergé » des réfugiés espagnols.
Il comprenait treize baraques permettant d'abriter 1 200 internés ; quatre constructions supplémentaires porteront la capacité d'accueil à 1 600 personnes. Il était entouré d'un réseau de barbelés et surveillé par quatre miradors, complétés par des chevaux de frise.
Compte tenu du transfert fréquent d'internés vers d'autres camps français ou allemands et de la main-d'œuvre que l'occupant y puisait, l'effectif varia de 150 à 700 détenus, en majorité communistes et syndicalistes.
Le 29 août 1942, 450 Juifs dont 68 enfants de la région de Limoges sont arrêtés et rassemblés à Nexon. Ils seront livrés aux nazis et déportés à Auschwitz. Des israélites âgés évacués du camp du Récébédou trouvèrent « refuge » à Nexon.
À la suite de sa dissolution en novembre 1943, les internés du camp de Gurs sont également transférés à Nexon.
L'attaque du camp par les FFI le 11 juin 1944 provoqua une coupure d'électricité qui est mise à profit par 54 détenus pour s'évader. Les autres internés sont acheminés à Limoges au camp du Grand Séminaire. Nexon redevient alors un camp d'internement administratif qui est définitivement fermé en 1945.
Les conditions de vie au C.S.S. (centre de séjour surveillé) de Nexon étaient dures et bon nombre d'internés souffrirent d'un manque d'hygiène et de malnutrition.

## Démographie
Les habitants de la commune sont appelés les Nexonnais.
L'évolution du nombre d'habitants est connue à travers les recensements de la population effectués dans la commune depuis 1793. Pour les communes de moins de 10 000 habitants, une enquête de recensement portant sur toute la population est réalisée tous les cinq ans, les populations de référence des années intermédiaires étant quant à elles estimées par interpolation ou extrapolation. Pour la commune, le premier recensement exhaustif entrant dans le cadre du nouveau dispositif a été réalisé en 2004.

En 2022, la commune comptait 2 542 habitants, en évolution de −0,66 % par rapport à 2016 (Haute-Vienne : −0,68 %, France hors Mayotte : +2,11 %).
| 1793  | 1800  | 1806  | 1821  | 1831  | 1836  | 1841  | 1846  | 1851  |
| ----- | ----- | ----- | ----- | ----- | ----- | ----- | ----- | ----- |
| 1 866 | 1 550 | 1 456 | 2 074 | 2 157 | 2 160 | 2 061 | 2 370 | 2 461 |

| 1856  | 1861  | 1866  | 1872  | 1876  | 1881  | 1886  | 1891  | 1896  |
| ----- | ----- | ----- | ----- | ----- | ----- | ----- | ----- | ----- |
| 2 384 | 2 445 | 2 648 | 2 576 | 2 855 | 2 954 | 3 130 | 3 155 | 3 079 |

| 1901  | 1906  | 1911  | 1921  | 1926  | 1931  | 1936  | 1946  | 1954  |
| ----- | ----- | ----- | ----- | ----- | ----- | ----- | ----- | ----- |
| 3 228 | 3 231 | 3 135 | 2 811 | 2 752 | 2 674 | 2 596 | 2 554 | 2 464 |

| 1962  | 1968  | 1975  | 1982  | 1990  | 1999  | 2004  | 2006  | 2009  |
| ----- | ----- | ----- | ----- | ----- | ----- | ----- | ----- | ----- |
| 2 445 | 2 379 | 2 415 | 2 379 | 2 297 | 2 325 | 2 385 | 2 390 | 2 457 |

| 2014  | 2019  | 2022  | - | - | - | - | - | - |
| ----- | ----- | ----- | - | - | - | - | - | - |
| 2 564 | 2 509 | 2 542 | - | - | - | - | - | - |

## Économie
L'économie de Nexon a été en premier lieu liée à la guerre, par l'élevage de chevaux destinés aux combats militaires, pratiqué par la famille de Nexon sur ses terres. C'est dans les haras de Nexon qu'ont été élaborés les croisements qui ont donné naissance à la race anglo-arabe. Au XIXe siècle, l'élevage équin du baron de Nexon à partir des années 1840 est considéré comme le plus important du Limousin.
Aujourd'hui, les haras du Château sont le siège du centre équestre de Nexon, doté depuis 2007 d'un manège couvert et de tous les équipements nécessaires à la tenue de concours hippiques.

### Activités industrielles
- Siège de l'usine SOFRANCE (groupe Safran), spécialisée dans l'expertise de filtrages (aéronautique) qui emploie 165 salariés.

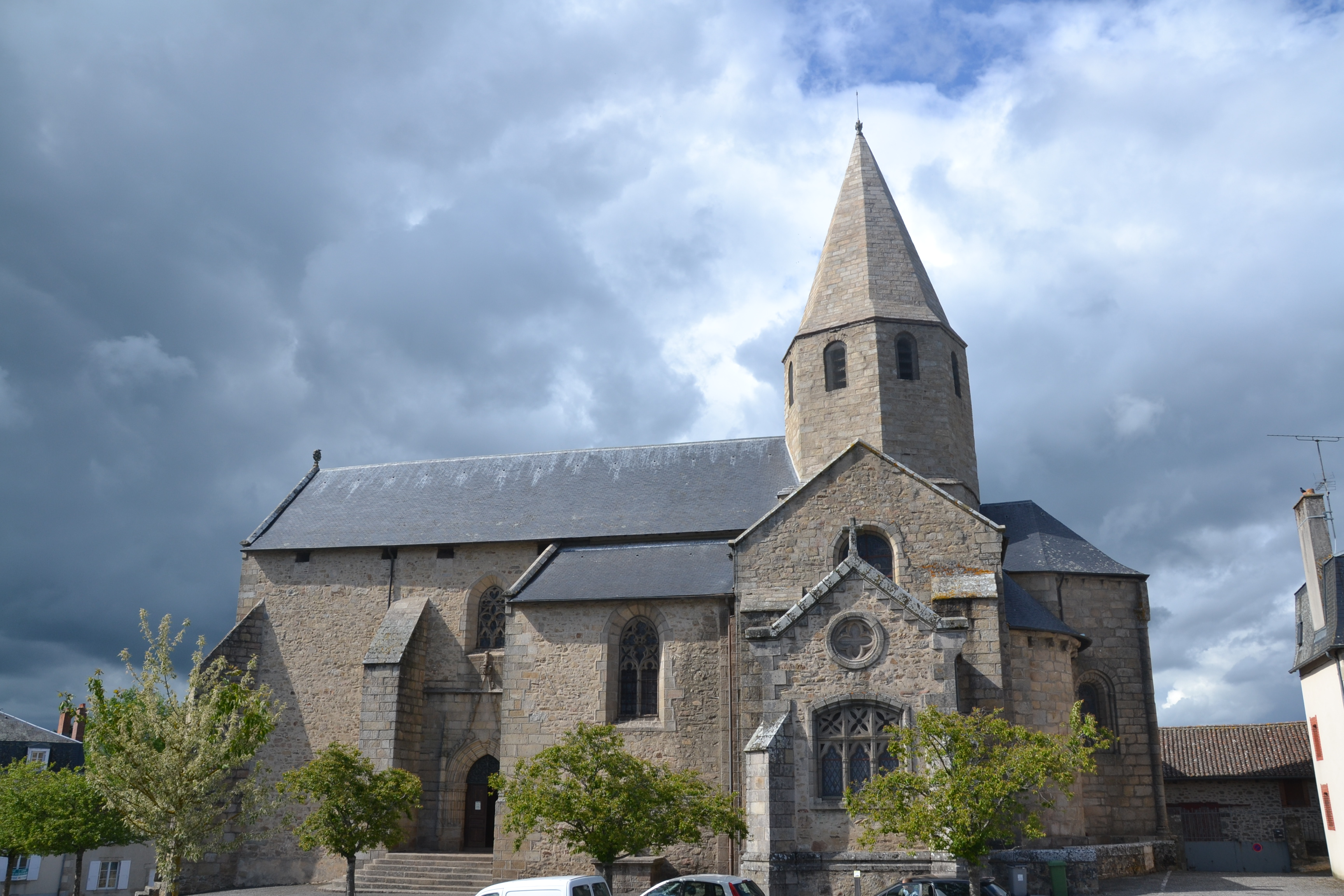
Église de la Décollation-de-Saint-Jean-Baptiste

## Culture locale et patrimoine

### Lieux et monuments
- Le château de Nexon
- L'église fortifiée de la Décollation-de-Saint-Jean-Baptiste : L'abside et le chœur ont été inscrits au titre des monuments historiques en 1926[34].
- La gare de Nexon

### Équipements culturels
- Centre Social / Point Information Jeunesse
- Le Sirque - pôle national des arts du cirque, équipé d’un chapiteau permanent installé dans le parc du château de Nexon[35].
  - 2011, « les 10 ans du chapiteau » (été 2001 - été 2002) lancé par le ministère de la Culture et de la Communication, une opération de renforcement de la politique publique en faveur du secteur : attribution du label national pour le Sirque, Pôle National des Arts du Cirque de Nexon en Limousin (PNC), au cœur d’un réseau de dix établissements culturels en France.
- La médiathèque Markoff, construite grâce au legs, est gérée par la communauté de communes.

### Personnalités liées à la commune
- Wolfgang de Bavière (1526-1569), duc des Deux-Ponts, mort à Nexon, fils de Louis II de Bavière et Élisabeth de Hesse (1503-1563).
- Gabriel Faye, (1740-1801), homme politique de la Révolution française, député de la Haute-Vienne.
- Louis Nouhaud (1855-1922), homme politique français né à Nexon, député de la Haute-Vienne de 1910 à 1919.
- Maurice de Nexon (1884-1967), jockey.
- Robert de Nexon (1892-1967), éleveur de chevaux, ancien président de la Fédération française de bridge, ancien président de la Maison Chanel.
- Henri Charrett (1901-1972), acteur né à Nexon
- Annie Fratellini (1932-1997), artiste de cirque.
- Pierre Étaix (1928-2016), réalisateur.

### Héraldique
|  | Les armoiries de Nexon se blasonnent ainsi : D'azur à trois tours d'argent maçonnées de sable, accompagnées de six fleurs de lis d'or, 3, 2 et 1. |

## Pour approfondir